# もがみ (護衛艦・2代)
もがみ（ローマ字：JS Mogami, FFM-1）は、海上自衛隊の護衛艦。もがみ型護衛艦の1番艦。艦名は最上川に由来する。この名を受け継いだ日本の艦艇としては、旧海軍の通報艦「最上」、最上型重巡洋艦「最上」、海上自衛隊のいすず型護衛艦「もがみ」に続き4代目にあたる。
本記事は、本艦の艦暦について主に取り扱っているため、性能や装備等の概要についてはもがみ型護衛艦を参照されたい。

## 艦歴
中期防衛力整備計画に基づく平成30年度計画護衛艦として、三菱重工業に発注され、2019年10月29日に三菱重工業長崎造船所で起工、2021年3月3日に命名・進水した。1番艦である「もがみ」は三菱重工業長崎造船所で建造中、搭載前の機関の陸上運転試験の際にガスタービンが脱落した部品を吸い込み、損傷したことで工事の進捗に遅れが出たことにより、2番艦である「くまの」が1番艦に先立って進水式を迎えた。
艤装工事と海上公試を受けた後、2022年4月28日に就役し、掃海隊群に直轄艦として編入され、横須賀に配備された。就役後は掃海隊群司令部のある横須賀基地で様々な運用試験を実施。
2023年7月16日から7月28日にかけて、令和5年度機雷戦訓練（陸奥湾）及び掃海特別訓練に参加。
2024年3月21日、「くまの」とともに護衛艦隊直轄第11護衛隊に編成替え。
2025年6月15日、硫黄島沖において無人機雷排除システムの運用試験を行い、無人機による実機雷の爆破処分に成功した。無人機による機雷処分は海上自衛隊初。試験は水上無人機（USV）が実機雷のある海域まで航走、自走式機雷処分用の弾薬（EMD）を投下して爆破した。これら機雷処分の流れは、すべて護衛艦のCICからの遠隔操作により行われた。

### 歴代艦長
| 代       | 氏名       | 在任期間             | 出身校・期 | 前職           | 後職                      | 備考                 |
| 艤装員長 | 艤装員長   | 艤装員長             | 艤装員長   | 艤装員長       | 艤装員長                  | 艤装員長             |
| -------- | ---------- | -------------------- | ---------- | -------------- | ------------------------- | -------------------- |
| -        | 関健太郎   | 2021.3.3 - 2022.4.27 |            |                | もがみ艦長                |                      |
| 艦長     |            |                      |            |                |                           |                      |
| 1        | 関健太郎   | 2022.4.28 - 2023.8.0 |            | もがみ艤装員長 |                           |                      |
| 2        | 榎本健児   | 2023.8.0- 2025.3.23  |            |                | 第2護衛隊群司令部首席幕僚 | 2024.7.1 1等海佐昇任 |
| 3        | 大瀬光一郎 | 2025.3.24 -          | 防大45期   |                |                           |                      |

## ギャラリー

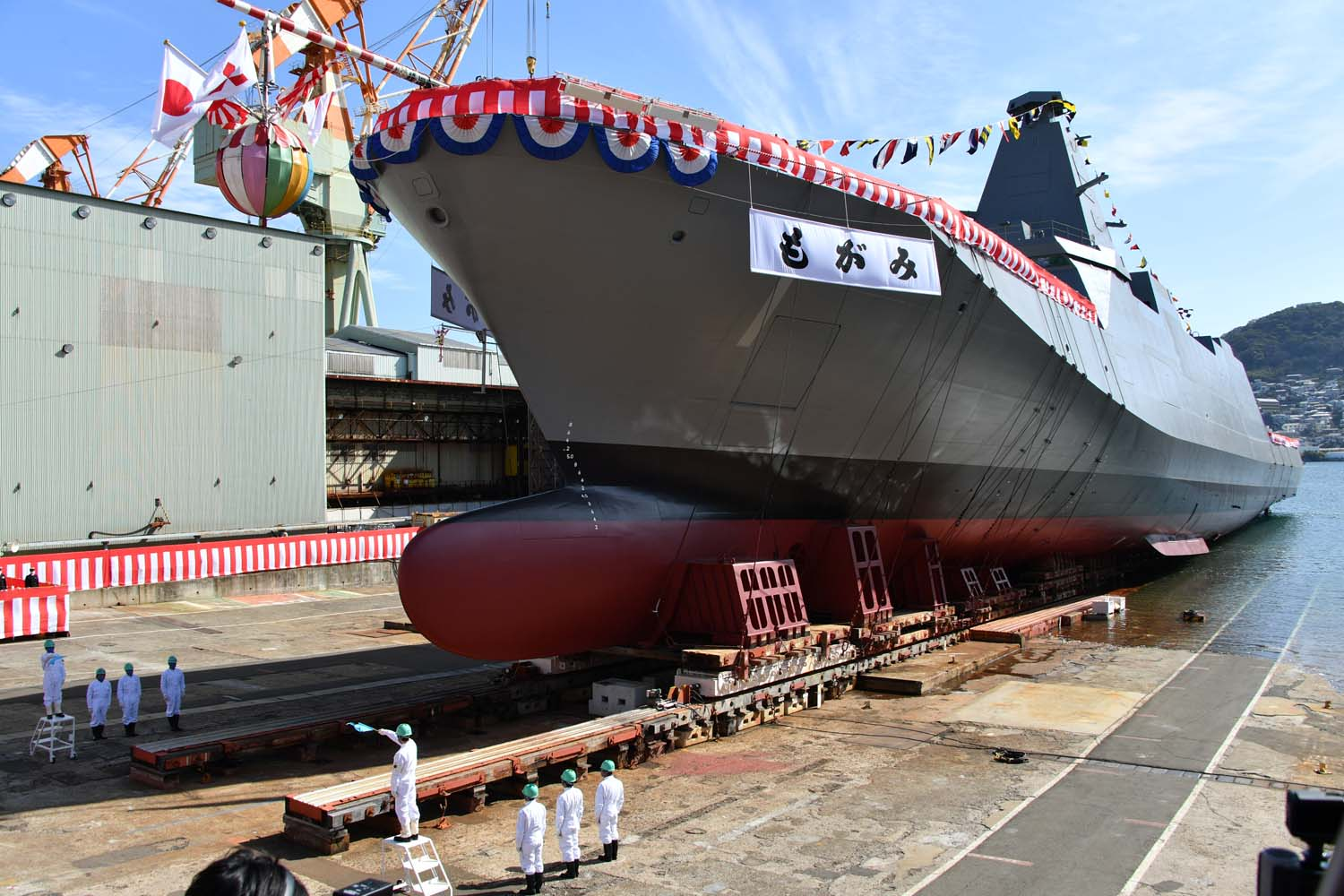
進水式当日の「もがみ」
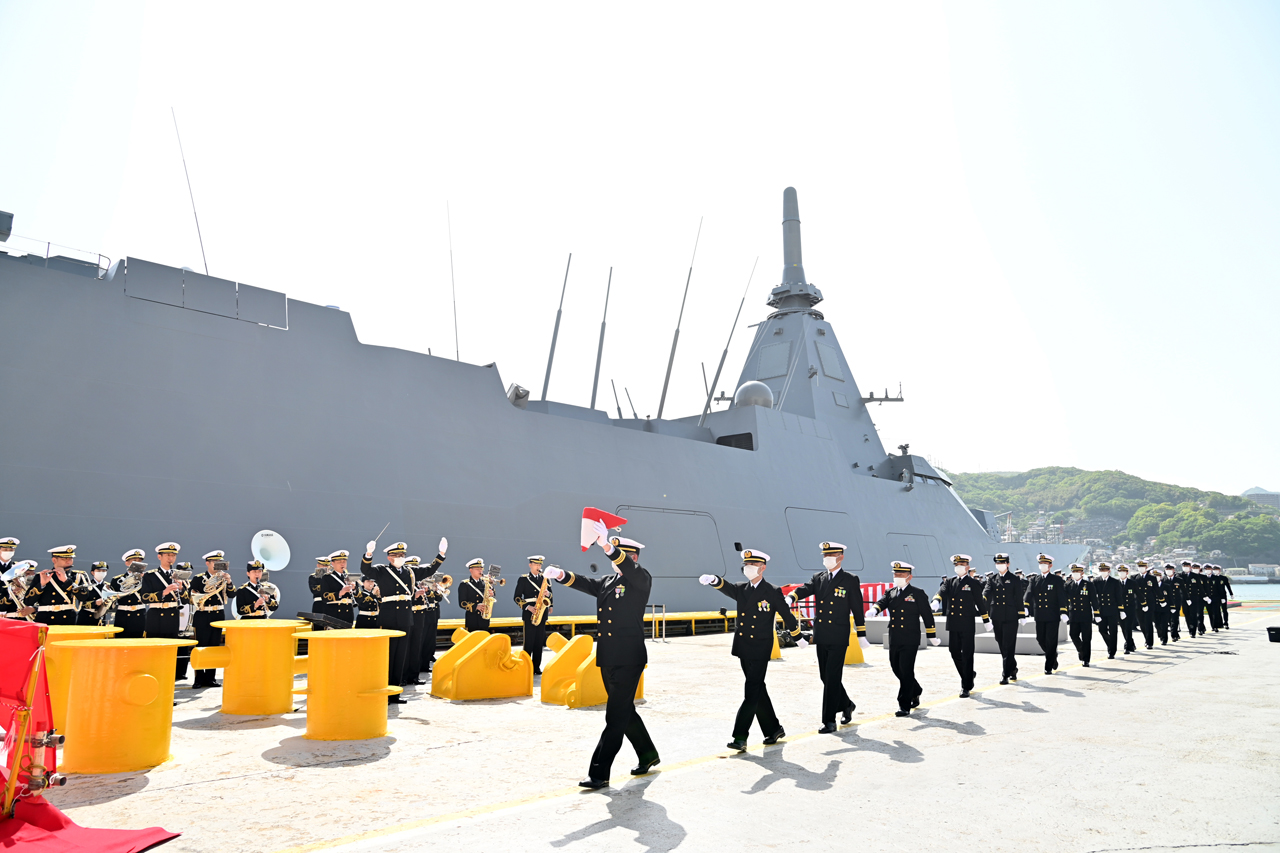
自衛艦旗授与式
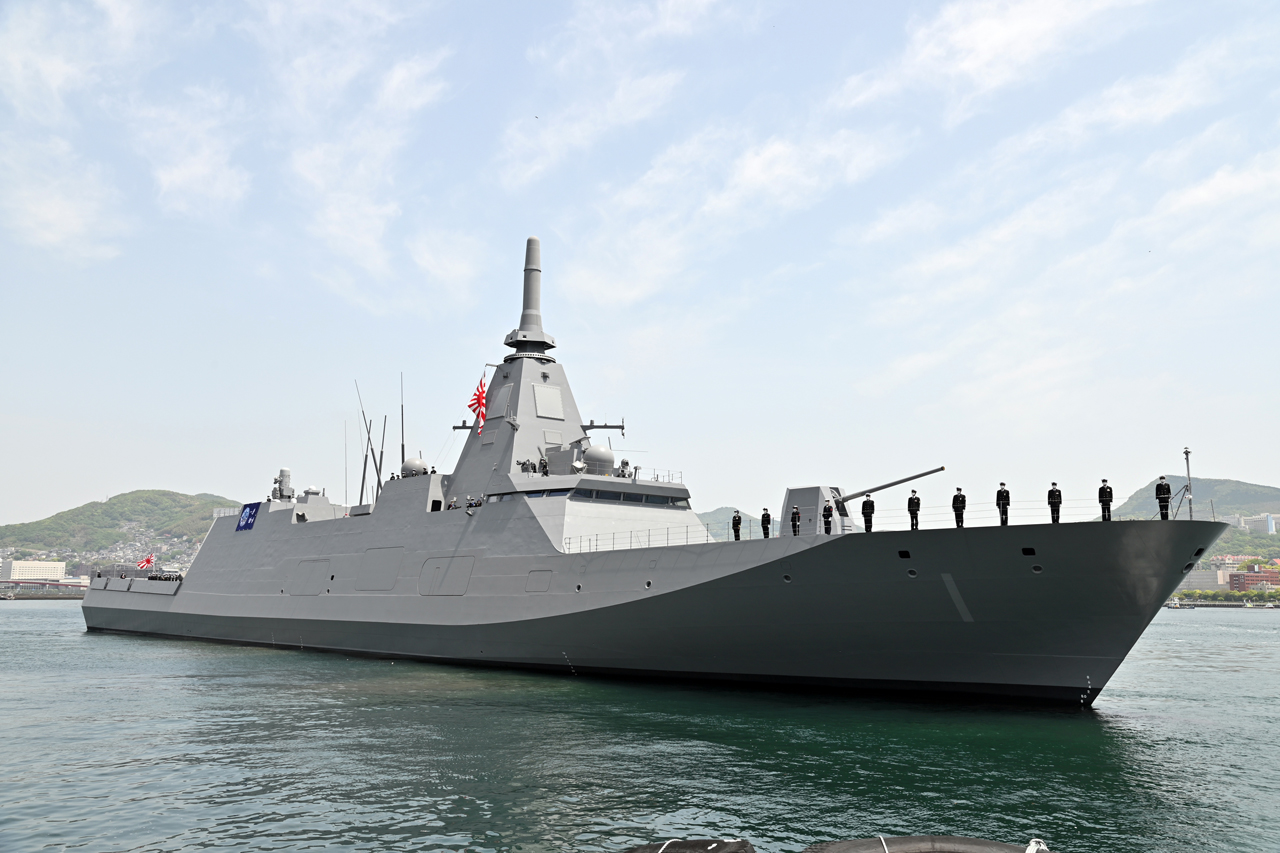
引渡式を終了し、三菱重工業株式会社長崎造船所を後にする「もがみ」
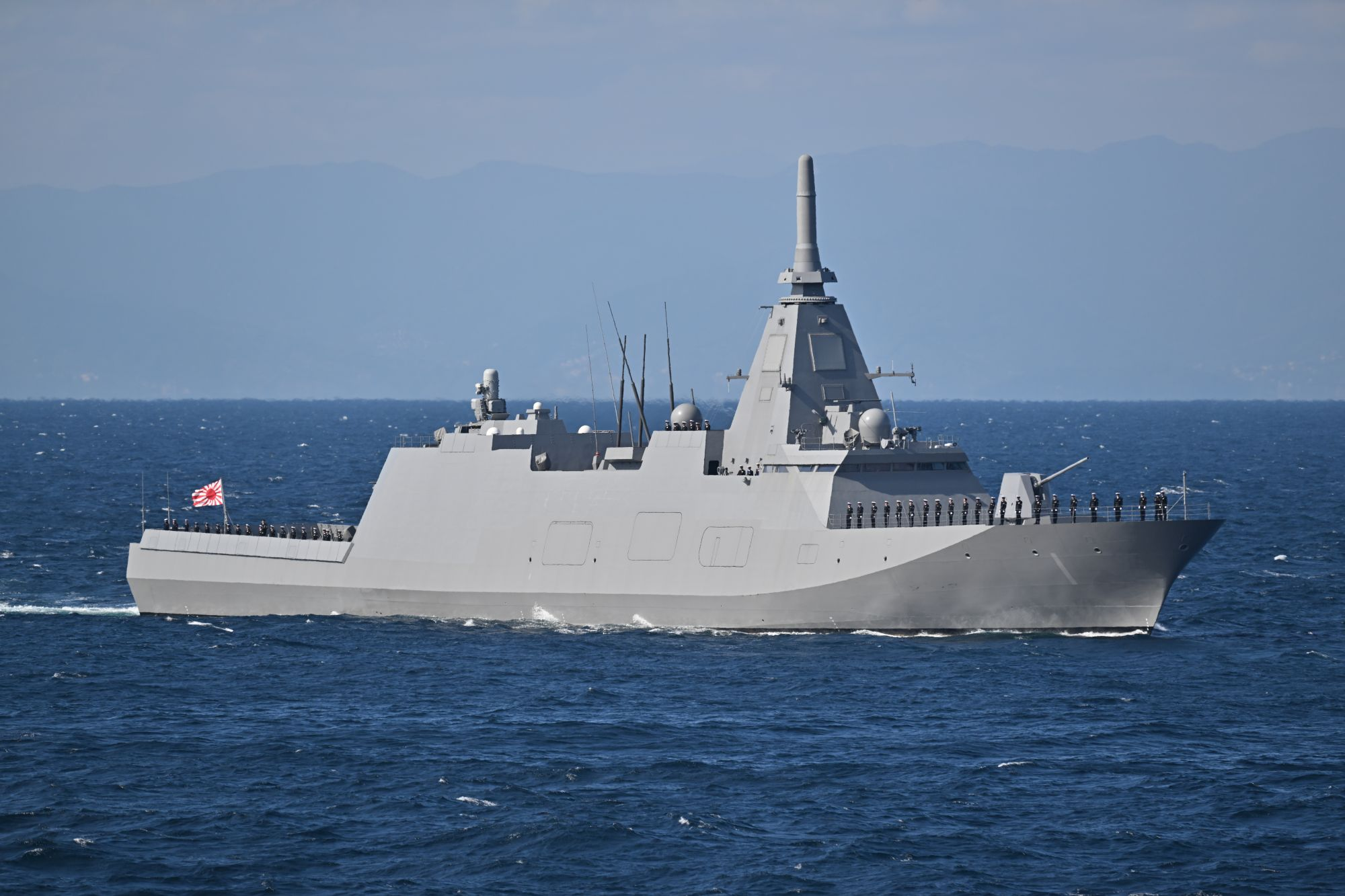
令和4年度国際観艦式において観閲を受ける「もがみ」
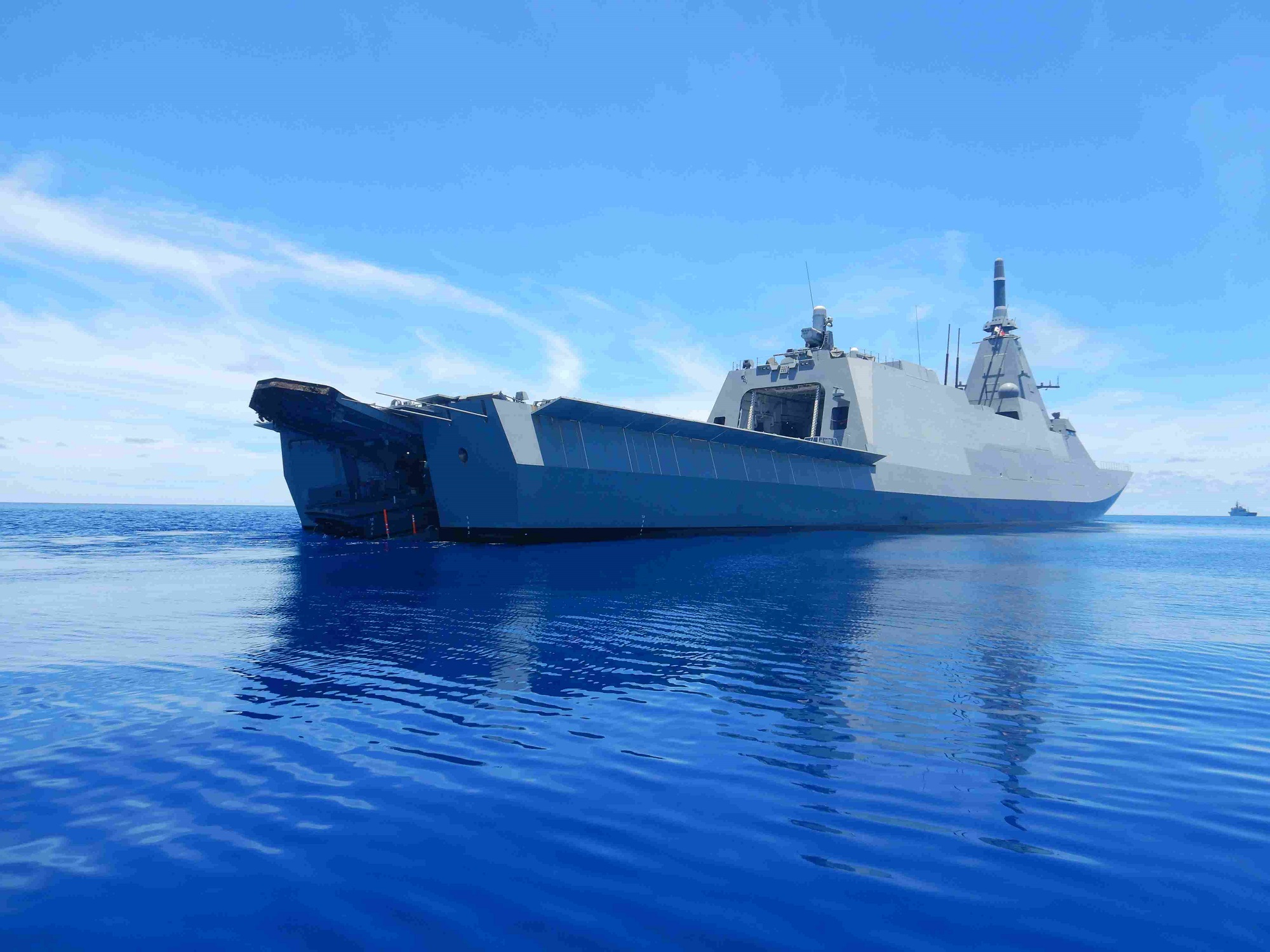
「もがみ」から発進するUSV
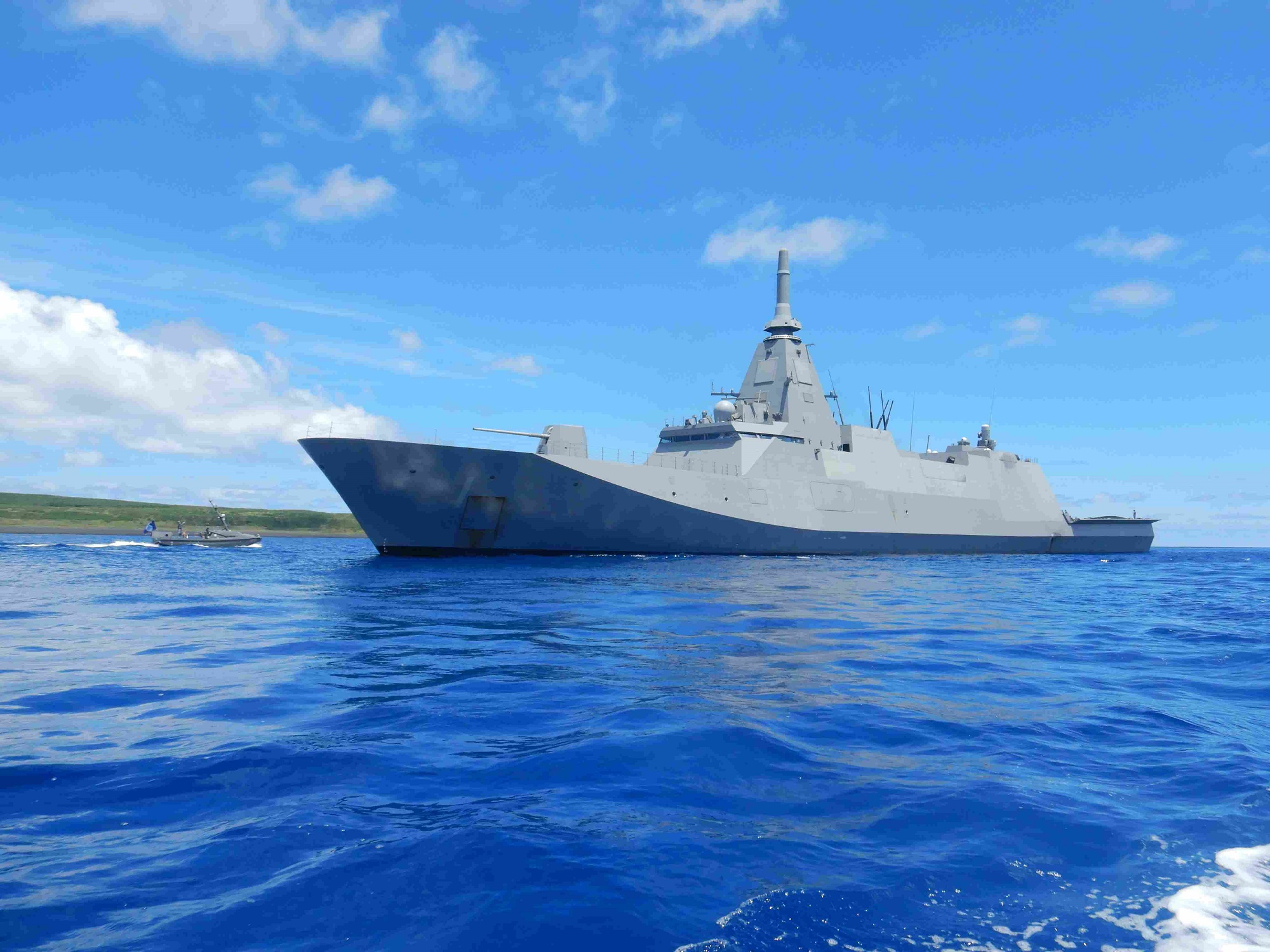
機雷掃討運用試験中の「もがみ」とUSV